# Iberiërs

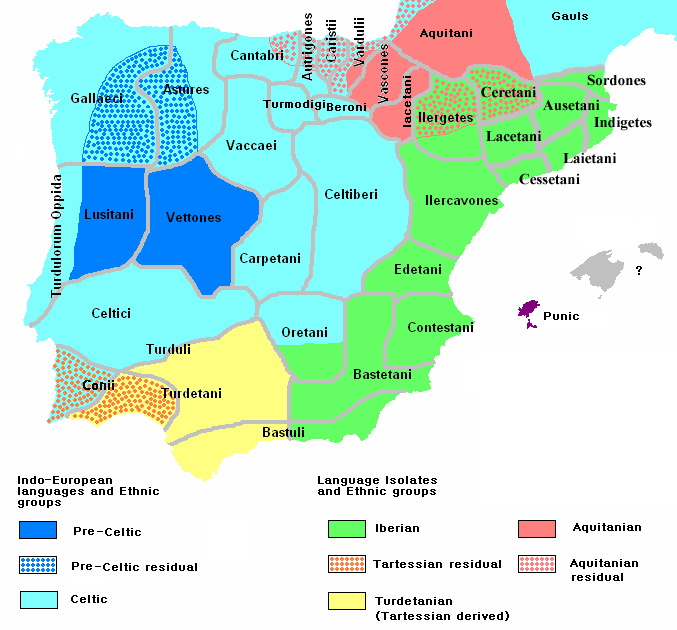
Etnografische en taalkundige kaart van het Iberisch Schiereiland omstreeks 200 v.Chr.

De Iberiërs waren jager-verzamelaars en vissers, die leefden op het Iberisch Schiereiland. Ze zijn waarschijnlijk een mengvolk van de plaatselijke oerbevolking en Noord-Afrikaanse immigranten.
Van de 9e tot de 6e eeuw v.Chr. ontstond in Oost-Spanje een Iberische cultuur. Deze bestond naast het koninkrijk Tartessos dat geheel Zuid-Spanje omvatte. In de 8e eeuw v.Chr. verving het Iberisch koninkrijk dat van Tartessos.

Vanaf de 9e eeuw v.Chr. dringen Keltische volksstammen Noord-, West- en Centraal-Spanje binnen. Vanaf die tijd vond er een geleidelijke vermenging plaats van Kelten en Iberiërs tot Keltiberiërs. Deze vermenging vond veel minder plaats met de oorspronkelijke bewoners van de noordelijke berggebieden, de Basken, de Cantabriërs en de Asturiërs.
Het Museo Ibéro, dat sinds 2017 te Jaén dicht bij het treinstation van die stad staat, bezit een belangrijke collectie archeologische voorwerpen die op de Iberiërs betrekking hebben.